# Lerala
Lerala é uma vila localizada no Distrito Central em Botswana. Possuía, em 2011, uma população estimada de 6 871 habitantes. A localidade tem uma mina de diamantes que entrou em operação em 2008, sendo que uma mina exploratória menor já havia sido operada entre 1998 e 2001.